# Naissance en 1125
Naissance
- 1121
- 1122
- 1123
- 1124
- 1125
- 1126
- 1127
- 1128
- 1129

Cette page dresse une liste de personnalités nées au cours de l'année 1125 :
- Azzo V d'Este, 5e prince de la Maison d'Este.
- Chueang (en), héros légendaire des Dai, premier roi de Lü.
- Fernando Rodríguez de Castro (en), noble de Castille.
- Jean de Sourdis Cacciafronte,évêque de Vincence
- Imad al-Din al-Isfahani, écrivain de langue arabe.
- Lu You, poète chinois.
- Othon Ier le Riche, margrave de Misnie.

date incertaine (vers 1125)
- Godefroy de Saint-Victor, philosophe, théologien et poète.
- Guigues V d'Albon, comte d'Albon.
- Guillaume Ier de Sicile, dit le Mauvais, roi normand de Sicile de 1154 à 1166[1].
- Mstislav II de Kiev, Grand-prince de Kiev.
- Pétronille d'Aquitaine, noble française.
- Zerakhia Halevi Gerondi, grand rabbin, commentateur biblique et talmudique, et poète.

## Crédit d'auteurs
- Cet article est partiellement ou en totalité issu de l'article intitulé « 1125 » (voir la liste des auteurs).